# Włodzimierz Stożek
Włodzimierz Stożek (Zhovkva, 23 de julho de 1883 — Lviv, 3 ou 4 de julho de 1941) foi um matemático polonês.
Estudou matemática na Universidade Jaguelônica em Cracóvia e na Universidade de Göttingen. Doutorou-se em 1922 e foi chefe da faculdade de matemática da Universidade Politécnica de Lviv. Foi membro da Escola de Matemática de Lviv. Foi assassinado pelas tropas alemãs em 3 ou 4 de julho de 1941, juntamente com seus dois filhos, no massacre dos professores de Lviv.